# 朱子森
朱子森（1989年5月17日—），出生于辽宁省沈阳市，足球运动员。司职守门员 。目前效力于中甲球队武汉卓尔。

## 职业生涯
朱子森出道于武汉卓尔队。2009年11月28日，朱子森在与湖南湘涛的中乙总决赛上完成了在球队的首秀。2013年加盟湖北华凯尔队（现新疆天山雪豹队），成为球队主力门将，三个赛季代表球队出场66次，发挥十分稳定。2016赛季他加盟河北精英队，代表球队出场五次。2017年1月21日，中甲武汉卓尔官方宣布与朱子森签约，代表武汉卓尔参加2017年中甲预备队联赛。

## 其他
朱子森的双胞胎兄弟朱子林也是一名职业足球守门员。2017年9月17日中甲预备队联赛武汉卓尔对阵呼和浩特中优的比赛中，兄弟俩分别代表各自球队出场。